# Lijst van voetbalinterlands Libanon - Tsjechië
Deze lijst van voetbalinterlands is een overzicht van alle officiële voetbalwedstrijden tussen de nationale teams van Libanon en Tsjechië. De landen speelden tot op heden een keer tegen elkaar. Het betrof een vriendschappelijke wedstrijd, die werd gespeeld op 17 februari 1999 in Beiroet.

## Wedstrijden
| № | Plaats  | Datum            | Competitie        | Wedstrijd          | Uitslag |
| - | ------- | ---------------- | ----------------- | ------------------ | ------- |
| 1 | Beiroet | 17 februari 1999 | Vriendschappelijk | Libanon – Tsjechië | 0 – 3   |

## Samenvatting
| Competitie        | Totaal gespeeld | Winst Libanon | Gelijk | Winst Tsjechië | Doelsaldo Libanon – Tsjechië |
| ----------------- | --------------- | ------------- | ------ | -------------- | ---------------------------- |
| Vriendschappelijk | 1               | 0             | 0      | 1              | 0 − 3                        |
| Totaal            | 1               | 0             | 0      | 1              | 0 − 3                        |

FLFA · 
A-internationals · 
Libanees vrouwenelftal
1940 – 1949 · 
1950 – 1959 · 
1960 – 1969 · 
1970 – 1979 · 
1980 – 1989 · 
1990 – 1999 · 
2000 – 2009 · 
2010 – 2019 ·
2020 − 2029
Afghanistan ·
Algerije ·
Armenië ·
Australië ·
Bahrein ·
Bangladesh ·
Bhutan ·
Bulgarije ·
Cambodja ·
China ·
Cyprus ·
Djibouti ·
Ecuador ·
Egypte ·
Equatoriaal-Guinea ·
Estland ·
Filipijnen ·
Gabon ·
Georgië ·
Hongarije ·
Hongkong ·
India ·
Irak ·
Iran ·
Jemen ·
Jordanië ·
Kazachstan ·
Kirgizië ·
Koeweit ·
Laos ·
Libië ·
Malediven ·
Maleisië ·
Malta ·
Marokko ·
Mauritanië ·
Mongolië ·
Montenegro ·
Myanmar ·
Namibië ·
Nieuw-Zeeland ·
Noord-Korea ·
Noord-Macedonië ·
Oeganda ·
Oezbekistan ·
Oman ·
Oost-Timor ·
Pakistan ·
Palestina ·
Qatar ·
San Marino ·
Saoedi-Arabië ·
Singapore ·
Slowakije ·
Soedan ·
Somalië ·
Sri Lanka ·
Syrië ·
Tadzjikistan ·
Thailand ·
Tsjechië ·
Tunesië ·
Turkije ·
Turkmenistan ·
Vanuatu ·
Verenigde Arabische Emiraten ·
Vietnam ·
Zuid-Korea
FAČR · A-internationals · Bondscoaches · Selecties · Statistieken · Tsjechisch vrouwenelftal · Olympisch elftal · Tsjechië U21 · Tsjechië U20 · Tsjechië U19 · Tsjechië U18 · Tsjechië U17 · Tsjechië U16
EK 1996 · 
EK 2000 · 
EK 2004 · 
EK 2008 · 
EK 2012 · 
EK 2016 · 
EK 2020
WK 1998 · 
WK 2002 · 
WK 2006 · 
WK 2010 · 
WK 2014 · 
WK 2018 · 
WK 2022
OS 2000
1906 · 1907 · 1908 · 1909 – 1938 · 1939 · 1940 – 1993 · 1994 · 1995 · 1996 · 1997 · 1998 · 1999 · 2000 · 2001 · 2002 · 2003 · 2004 · 2005 · 2006 · 2007 · 2008 · 2009 · 2010 · 2011 · 2012 · 2013 · 2014 · 2015 · 2016 · 2017 · 2018 · 2019 · 2020 · 2021
Albanië ·
Andorra ·
Armenië ·
Australië ·
Azerbeidzjan ·
België ·
Bosnië en Herzegovina ·
Brazilië ·
Bulgarije ·
Canada ·
China ·
Costa Rica ·
Cyprus ·
Denemarken ·
Duitsland ·
Engeland ·
Estland ·
Faeröer ·
Finland ·
Frankrijk ·
Georgië ·
Ghana ·
Griekenland ·
Hongarije ·
Ierland ·
IJsland ·
Israël ·
Italië ·
Japan ·
Joegoslavië ·
Kazachstan ·
Koeweit ·
Kosovo ·
Kroatië ·
Letland ·
Libanon ·
Liechtenstein ·
Litouwen ·
Luxemburg ·
Malta ·
Marokko ·
Mexico ·
Moldavië ·
Montenegro ·
Nederland ·
Nigeria ·
Noord-Ierland ·
Noord-Macedonië ·
Noorwegen ·
Oekraïne ·
Oostenrijk ·
Paraguay ·
Peru ·
Polen ·
Portugal ·
Qatar ·
Roemenië ·
Rusland ·
San Marino ·
Saoedi-Arabië ·
Schotland ·
Servië ·
Slovenië ·
Slowakije ·
Spanje ·
Trinidad en Tobago ·
Turkije ·
Uruguay ·
Verenigde Arabische Emiraten ·
Verenigde Staten ·
Wales ·
Wit-Rusland ·
Zuid-Afrika ·
Zuid-Korea ·
Zweden ·
Zwitserland
Denemarken (2021) · 
Duitsland (1996, 2) · 
Engeland (2021) · 
Ghana (2006) · 
Griekenland (2012) · 
Italië (2006) · 
Kroatië (2016) · 
Kroatië (2021) · 
Nederland (2021) · 
Polen (2012) · 
Portugal (2008) · 
Portugal (2012) · 
Rusland (2012) · 
Schotland (2021) · 
Spanje (2016) · 
Turkije (2008) · 
Verenigde Staten (2006) ·
Zwitserland (2008)